# Atanazy III
Atanazy III – patriarcha Koptyjskiego Kościoła Ortodoksyjnego od roku od 1250 do 1261.